# Le donne e il desiderio
Le donne e il desiderio (Zjednoczone Stany Miłości) è un film del 2016 diretto da Tomasz Wasilewski.

## Trama
Nella Polonia dei primi anni '90, Agata spia un prete da cui è attratta, desiderando sfuggire a un matrimonio infelice. Iza è una dirigente scolastica innamorata di un dottore, padre di una delle sue studentesse. Renata, insegnante di lingua russa, è interessata alla vicina Marzena, sorella di Iza, anche lei insegnante ma un tempo reginetta di bellezza.

## Premi
- Orso d'argento per la migliore sceneggiatura al 66º Festival internazionale del cinema di Berlino[1].